# Sally Lockhart
Pour les articles homonymes, voir Lockhart.
Sally Lockhart est une série de romans pour la jeunesse écrite par le Britannique Philip Pullman (auteur de la série À la croisée des mondes) et développée en quatre volets. Elle relate les aventures de son héroïne éponyme, une jeune femme anglaise évoluant dans la ville de Londres au cours de la seconde moitié du XIXe siècle. La série a été publiée en France par Folio Junior.

## Éditions
1. La Malédiction du rubis, Gallimard, 2003 ((en) The Ruby in the Smoke, 1985), trad. Jean Esch, 350 p.  (ISBN 2-07-053849-4)
2. Le Mystère de l'Étoile polaire (en), Gallimard, 2003 ((en) The Shadow in the North, 1986), trad. Jean Esch, 364 p.  (ISBN 2-07-053850-8)
3. La Vengeance du tigre (en), Gallimard, 2004 ((en) The Tiger in the Well, 1990), trad. Jean Esch, 630 p.  (ISBN 2-07-053851-6)
4. La Princesse de Razkavie (en), Gallimard, 2004 ((en) The Tin Princess, 1994), trad. Jean Esch, 411 p.  (ISBN 2-07-053852-4)

## Résumés

### La Malédiction du rubis
Dans le premier opus, l'auteur pose son décor. L'action se déroule dans les sombres ruelles du Londres des années 1870. La jeune et impétueuse Sally Lockhart est orpheline de mère depuis sa plus tendre enfance. Son père, le capitaine Lockhart l'a élevée seul et lui a enseigné notamment à se servir d'une arme à feu et à tenir des comptes, talents qui lui seront bien utiles dans ses aventures.
Le roman commence au moment où Sally apprend le décès prématuré de son père. Ce dernier était en mission pour sa société Lockhart & Selby lorsque son bateau a sombré. Elle reçoit alors un message lui indiquant l'existence de secrets concernant sa naissance et un rubis.
Elle fait la connaissance de personnes qui l'aideront dans sa recherche de la vérité. Elle rencontre tout d'abord Jim Taylor, un jeune homme espiègle et aventurier travaillant au bureau de la société de son père. Alors qu'elle tente d'échapper à la terrible Mme Holland, elle croise le chemin du photographe Frederick Garland. Ils se prennent d'amitié l'un pour l'autre et il lui propose de venir habiter chez lui et sa sœur Rosa (comédienne et photographe), en échange de la tenue des comptes de leur société de photographie.

### Le Mystère de l'Étoile polaire
Sans renoncer pour autant à ses activités de détective, Sally Lockhart est devenue conseillère en placement financiers. Et quand l'une de ses clientes, après avoir perdu ses économies dans la faillite d'une entreprise, vient lui demander de l'aide, elle se retrouve sur la piste d'un homme d'affaires puissant et sans scrupule à la tête d'une mystérieuse usine : l'Étoile polaire. Pour Sally commence alors l’enquête de tous les dangers...

### La Vengeance du tigre
Un parfait inconnu prétend avoir épousé Sally Lockhart… et il réclame la garde de sa fille Harriet, ainsi que tous les biens de la jeune femme ! Une mauvaise plaisanterie ? Sally l'espère… Pourtant le piège se referme autour d'elle. Pourquoi cet homme, qu'elle n'a jamais vu, s'acharne-t-il ainsi ? Pour sauver sa fille, Sally doit fuir, mais il lui faudra affronter les ombres de son propre passé au cœur du vieux Londres.

### La Princesse de Razkavie
Jim Taylor, le fidèle compagnon de Sally Lockhart, est depuis longtemps à la recherche de la jeune Adélaïde, une orpheline disparue il y a des années. Quelle surprise de la découvrir sous les traits d'une jolie jeune femme au bras du prince héritier du trône de Razkavie, petit royaume indépendant au cœur de l'Europe. Mais des forces obscures sont à l'œuvre, le royaume est en danger. N'écoutant que son cœur, Jim quitte Londres pour se porter au secours de ses amis. Quatrième et dernier volume de la série Sally Lockhart, l'auteur de la célèbre trilogie À la croisée des mondes nous offre une aventure haletante dans l'Europe de la fin du XIXe siècle.

## Personnages
Sally Lockhart
Sally Lockhart est une jeune femme anglaise évoluant dans la ville de Londres au cours de la seconde moitié du XIXe siècle. Elle commence une carrière de conseillère en finances, choix insolite car sa profession est peu, voire pas du tout exercée par les femmes dans la société patriarcale britannique de l'époque.
Son audace et sa perspicacité la poussent à mener des enquêtes pour son compte dans La Malédiction du rubis et La Vengeance du tigre ou pour celui de tiers dans Le Mystère de l'Étoile polaire, parallèlement à son activité principale. Ses aventures imprègnent aussi de manière tragique sa vie privée, notamment dans le premier tome où elle conduit des investigations sur la mort de son père, et dans le troisième où sa fille est l'objet de convoitise.
Néanmoins, elle apparaît peu dans le quatrième tome (La Princesse de Razkavie), où le rôle de personnage principal est tenu par son ami Jim Taylor.
Jim Taylor
Meilleur ami de Sally, il lui sauve plusieurs fois la vie. Il joue un rôle de premier plan dans La Princesse de Razkavie.
Frederick Garland
Photographe de talent, premier compagnon de l'héroïne et père de Harriet, il meurt tragiquement dans un incendie au cours du deuxième tome.
Harriet Beatrice Garland
Fille de Sally et de Frederic, filleule de Jim, cette petite demoiselle a beaucoup de caractère. Elle constitue l'enjeu central de l'intrigue de La Vengeance du tigre.
Daniel Goldberg
Journaliste, il est le deuxième compagnon de Sally.

## Adaptation à l'écran
La tétralogie est partiellement adaptée en 2006 et 2007 pour le petit écran sous le titre principal Les Aventures de Sally Lockhart dans sa version francophone (titre original : The Sally Lockhart Mysteries)
Les deux premiers épisodes, La Malédiction du rubis et Le Mystère de l'Étoile polaire, sont diffusés par la chaîne franco-allemande Arte les 20 et 27 juin 2008 respectivement,. Ils seront rediffusés durant le mois de février 2010 toujours sur Arte: les 3 et 16 pour La Malédiction du rubis ainsi que le 6 et 19 février pour Le Mystère de l'Étoile polaire. Le personnage de Sally Lockhart est interprété par la comédienne Billie Piper (Doctor Who, Journal intime d'une call girl, ...)